# Earth Abides (série de TV)
Earth Abides é uma minissérie de televisão americana de drama e  ficção científica pós-apocalíptica criada por Todd Komarnicki e estrelada por Alexander Ludwig e Jessica Frances Dukes.   É baseado no romance de mesmo título de George R. Stewart. A série estreou em 1º de dezembro de 2024, via MGM+ nos Estados Unidos e Stan na Austrália.

## Elenco
- Alexander Ludwig como Ish
- Jessica Frances Dukes como Emma
- Aaron Tveit como Charlie
- Rodrigo Fernández-Stoll como Jorge
- Elyse Levesque como Maurine
- Luisa D'Oliveira como Molly
- Birkett Turton como Ezra
- Hilary McCormack como Jean
- Jenna Berman como Evie

Em março de 2024, foi revelado que a MGM+ havia dado sinal verde para uma adaptação do romance de Stewart, que será transformada em uma série limitada de seis episódios, com Ludwig escalado para o papel de Ish. Em abril do mesmo ano, foi anunciada a escolha de Dukes para o papel principal feminino. Já em junho, foi confirmado que diversos outros atores, incluindo Aaron Tveit, também integrariam o elenco da série.<ref name="rice"><ref name="lynette">